# 순다랜드

오늘날 사훌 대륙붕과 순다 대륙붕. 그 사이의 지역은 "왈레이시아"라고 불린다.

순다랜드(Sundaland)는 해수면이 낮아진 지난 260만 년 동안 노출된 더 큰 육지에 해당하는 동남아시아의 생물지리학적 지역이다. 인도네시아의 발리주, 보르네오섬, 자와섬, 수마트라섬과 그 주변의 작은 섬들, 아시아 본토의 말레이반도를 포함한다.

## 면적
순다랜드 지역은 지난 200만년의 빙하기 동안 노출되었던 동남아시아 대륙붕의 구조적으로 안정된 확장인 순다 대륙을 포함한다.
순다선반의 면적은 대략 120m의 등온선반과 같다. 말레이반도와 보르네오섬, 자와섬, 수마트라섬 외에 자와해, 타이만, 남중국해 일부를 포함한다. 순다 대륙의 면적은 대략 1,800,000km2이다. 최근 200만 년 동안 순다 대륙의 노출 토지 면적은 큰 폭으로 변동했는데, 현재의 육지 면적은 최대 면적의 절반 정도이다.
순다랜드의 서쪽과 남쪽 경계는 세계에서 가장 깊은 자바 해구와 인도양의 더 깊은 바다로 분명히 표시된다. 순다랜드의 동쪽 경계는 앨프리드 러셀 월리스에 의해 아시아 육지 포유동물군 범위의 동쪽 경계로 식별된 월리스선이며, 따라서 동양구와 오스트레일리아구의 경계이다. 월리스선 동쪽의 섬들은 오스트레일리아의 일부로 간주되는 별도의 생물지리학적 지역인 왈레이시아로 알려져 있다. 월리스선은 어떤 육지 다리도 건너본 적이 없는 심해 수로에 해당한다. 순다랜드의 북쪽 경계는 수심 측정 용어로 정의하기가 더 어렵다. 약 9 º N에서 식물지리학적 전환은 북쪽 경계로 간주된다.

## 같이 보기
- 오스트로네시아어족
- 생물지리학
- 오세아니아
- 해구
- 판 구조론
- 순다 열도
- 자바 해구